# Acate
Acate (tiếng Sicilia: Acati) là một thị trấn nhỏ và đô thị ở phía nam Sicilia, Ý, thuộc tỉnh Ragusa. Đô thị này nằm trong thung lũng sông Dirillo, 34 km so với Ragusa.
Đến năm 1938 nó đã được gọi là Biscari, và lịch sử của nó ngày có từ thế kỷ thứ 14. Trong thế chiến II nó nơi diễn ra vụ thảm sát Biscari, trong đó quân đội Mỹ đã giết chết nhiều binh lính không vũ trang Đức và Ý.